# クピドの悪戯 惑いのレイコ
『クピドの悪戯 惑いのレイコ』（クピドのいたずら まどいのレイコ）は、北崎拓による日本の恋愛漫画。『クピドの悪戯』シリーズの一作。
北崎は『週刊ヤングサンデー』、『ビッグコミックスピリッツ』といった小学館の雑誌で『クピドの悪戯』シリーズを連載していたが、本作は少年画報社の『月刊ヤングキングアワーズGH』に掲載誌を移して、2017年9月号（2017年7月15日発売）から2019年2月号（2018年12月17日発売）まで連載された。
コミックス2巻の後書きによれば、『ますらお』の連載で疲れていた北崎に編集から「幽霊の街娼がいて、コートの下は緊縛全裸」というアイデアが出たのが元であるという。当初、読み切りとして考えられたが、ネームが増量し、読み切りから短期集中連載、コミックス2巻ぶんのボリュームへと膨れ上がった。

## あらすじ
妃室尊は医療用シリコンを製造、開発する大手企業に新卒入社し、男性向けアダルトグッズ開発部署である「特品部」に配属された。尊は女性上司である甘神澪央のパワハラにも悩まされる日々を送っている。
アダルトサイトを見ていた尊は、澪央そっくりの女優レイコを見つけ、憂さ晴らしもあって課金してしまう。すると尊の目の前に、レイコの幽霊が現れる。幽霊ではあるが、会話もでき触れることもできた。その上、レイコは澪央の実母でもあったのだ。

## 主な登場人物
妃室 尊（ひむろ たける）
人並み外れて巨大なモノの持ち主で、あまりの巨大さに大学時代には目撃した女性に逃げられ童貞のまま。男性社員に試用レポートの提出を命じられた試作アダルトグッズにモノが入らなかったことで、澪央に目を付けられる。
甘神 澪央（あまがみ みお）
特品部のエースで、課長待遇。母性への愛に餓えている。
甘神 レイコ（あまがみ レイコ）
澪央を出産した後のAV復帰作撮影時に事故により死亡。

## 書誌情報
- 北崎拓 『クピドの悪戯 惑いのレイコ』 少年画報社〈ヤングキングコミックス〉、全2巻
  1. 2018年8月30日発売、ISBN 978-4-7859-6275-3
  2. 2019年2月27日発売、ISBN 978-4-7859-6390-3